# NGC 5401
NGC 5401 este o galaxie spirală situată în constelația Câinii de Vânătoare. A fost descoperită în 1 mai 1785 de către William Herschel. Se află la o distanță de 57,92 de megaparseci de Pământ.